# 프리키 프라이데이 2
《프리키 프라이데이 2》(영어: Freakier Friday)는 2025년 개봉한 미국의 판타지 코미디 영화이다. 니샤 카나트라가 감독을 맡았으며, 2003년 영화 《프리키 프라이데이》의 속편이다.

## 출연
- 제이미 리 커티스 - 테스 콜먼 역
- 린지 로언 - 애나 콜먼 역
- 마크 하먼 - 라이언 역
- 채드 마이클 머리 - 제이크 역
- 크리스티나 비달 미첼 - 매디 역
- 헤일리 허드슨 - 페그 역
- 루실 숭 - 페이페이의 어머니 역
- 로절린드 차오 - 페이페이 역
- 스티븐 토볼로스키 - 엘턴 베이츠 역
- 줄리아 버터스
- 소피아 해먼스
- 매니 저신토
- 마이트레이 라마크리슈난